# Ellensburg (Washington)
Ellensburg es una ciudad ubicada en el condado de Kittitas en el estado estadounidense de Washington. En el año 2000 tenía una población de 15 414 habitantes y una densidad poblacional de 903,1 personas por km². Se encuentra pocos kilómetros al oeste del río Columbia.

## Geografía
Ellensburg se encuentra ubicada en las coordenadas 46°59′49″N 120°32′42″O / 46.99694, -120.54500.

## Demografía
Según la Oficina del Censo en 2000 los ingresos medios por hogar en la localidad eran de $20.034, y los ingresos medios por familia eran $37.625. Los hombres tenían unos ingresos medios de $31.022 frente a los $22.829 para las mujeres. La renta per cápita para la localidad era de $13.662. Alrededor del 34,3% de la población estaban por debajo del umbral de pobreza.